# Pinnes
Pinnes, Pinneus lub Pineus (zm. 217 p.n.e.) – król iliryjskich Ardiajów od 230 p.n.e. do swej śmierci. Syn króla Ardiajów Agrona i jego pierwszej żony Triteuty.
W r. 230 p.n.e. ojciec Agron zmarł na zapalenie płuc z powodu nadmiernego picia alkoholu po udanej wyprawie. Pinnes był nieletni, gdy wstąpił po nim tron. Opiekę nad nim przejęła macocha Teuta. Ta przejmując realną władzę nad królestwem, podejmowała wszystkie decyzje. Z powodu działalności piratów iliryjskich, Rzym postanowił zainterweniować u niej. Teuta odpowiedziała posłom rzymskim, że piractwo jest zajęciem prywatnym, a władza się nim nie zajmuje. W drodze powrotnej jeden z posłów rzymskich został zamordowany. Rzymianie postanowili zareagować. Latem 229 p.n.e. rozpoczęli pierwszą wojnę z Ilirią. Demeriusz z Faros, za przejście na stronę rzymską, otrzymał władzę nad Faros i kilku plemionami iliryjskimi. Wiosną 228 p.n.e. Teuta będąc w trudnej sytuacji rozpoczęła negocjacje oraz przyjęła warunki stawiane przez Rzymian. Musiała zapłacić odszkodowanie, wycofać się, oprócz kilku okręgów w okolicach Rhizon, z Ilirii oraz nie wypływać poniżej Lissos nie więcej niż z dwoma okrętami. Rzymianie zaś ze swej strony uznali Pinnesa za króla okrojonego państwa Ardiajów i zaliczyli go do przyjaciół ludu rzymskiego. Chcąc się w ten sposób zemścić na Ardiajach, utworzyli w tym celu buforowe państwo Demetriusza z Faros.
Demetriusz z Faros postanowił zerwać sojusz z Rzymem oraz poślubić Triteutę, matkę małoletniego Pinnesa. W ten sposób stał się ważnym sojusznikiem Ardiajów. Łamiąc ich układ z Rzymianami, wysłał okręty na południe od Lissos i oderwał Atintanów od protektoratu rzymskiego. Dzięki czemu uzyskał bezpośrednie połączenie z Macedonią. Doszło wówczas do zawarcia sojuszu między królem Filipem V a Ardiajami. Ci mieli wysłać 30 małych statków wojennych (lemboi) z floty Skerdylaidasa przeciw Związkowi Etolskiemu w r. 219 p.n.e. W trakcie trwania drugiej wojny iliryjskiej Rzym postanowił zająć Faros, domenę Demetriusza. Nie chcieli walczyć z Ardiajami, prawdopodobnie przewidując wojnę z Kartaginą. Latem 217 p.n.e. prowadzili rozmowy z młodym Pinnesem, uważając go za winnego odszkodowań wojennych. Uznali Skerylaidasa, stryja Pinnesa, za sojusznika, bowiem mieli zamiar walczyć z Macedonią. W tym czasie zmarł nagle Pinnes w wieku około piętnastu lat. Po kilku latach, w r. 212 p.n.e., władzę nad królestwem Ardiajów objął stryj Skerdylajdas.